# تنغ رود زيزي (لوداب)
تنغ رود زیزي (بالفارسية: تنگ رودزیزی) هي قرية تقع في إيران في قسم لوداب الريفي. يقدر عدد سكانها بـ 25 نسمة بحسب إحصاء 2016.